# Flip Records
Flip Records est un label discographique indépendant américain, anciennement basé à Los Angeles, en Californie, actif entre 1955 et 1965. 

## Histoire
Flip Records est fondé en 1955 à Los Angeles par Max Feirtag. Le label, produit des disques de rhythm and blues et surtout de groupes vocaux de doo-wop. Un label, filiale de Sun Records, porte le même nom en 1955, mais cesse ses activités en raison de l'homonymie.
Le succès le plus important et le plus durable du label est l'enregistrement original de la chanson Louie, Louie de Richard Berry, qui est sorti en 1957 (bien qu'il n'ait été qu'un succès régional et que A Casual Look des Six Teens ait été un succès national beaucoup plus important). En 2000, la société britannique Ace Records rachète les actifs du catalogue original de Flip Records et publie cette musique d'époque sur le marché des CD.

## Groupes et artistes
Les principaux groupes et artistes du label sont : Richard Berry et The Six Teens.